# Кубок африканських чемпіонів 1995
Кубок африканських чемпіонів 1995 — 31-й розіграш турніру, що проходив під егідою КАФ. Матчі проходили з квітня по 16 грудня 1995 року. Турнір проходив за олімпійською системою, команди грали по два матчі. Усього брали участь 33 команди. Чемпіонський титул уперше здобув південноафриканський клуб «Орландо Пайретс» із Йоганнесбург.

## Кваліфікація

### Попередній раунд
| Команда 1           | Заг.           | Команда 2   | 1-й матч | 2-й матч |
| ------------------- | -------------- | ----------- | -------- | -------- |
| Елевен Мен ін Флайт | 4:4 (пен. 4:2) | СКЛ Ганнерз | 2:2      | 2:2      |

### Перший раунд
| Команда 1                  | Заг.           | Команда 2             | 1-й матч | 2-й матч |
| -------------------------- | -------------- | --------------------- | -------- | -------- |
| Елевен Мен ін Флайт        | 0:5            | Орландо Пайретс       | 0:3      | 0:2      |
| Файр Бріджад               | 3:1            | Кошта да Сул          | 3:0      | 0:1      |
| Дайнамоз                   | 2:0            | Аль-Гіляль (Омдурман) | 1:0      | 1:0      |
| Маньєма Фантастік          | 0:2            | Ісмайлі               | 0:1      | 0:1      |
| Лесото Діфенс Форс         | 2:6            | Сен-П'єрруаз          | 2:2      | 0:4      |
| Форс Насьональ де Секурите | 0:9            | Експресс              | 0:2      | 0:7      |
| Етуаль дю Конго            | 3:3 (ч)        | Айгле                 | 3:2      | 0:1      |
| Етуаль Філант (Уагадугу)   | 2:5            | Есперанс (Туніс)      | 1:1      | 1:4      |
| Семассі                    | 0:2            | БСК Лайонз            | 0:1      | 0:1      |
| Реал Банжул                | 1:0            | Травадореш            | 1:0      | 0:0      |
| Мбілінга                   | 6:4            | Віта (Кіншаса)        | 4:0      | 2:4      |
| Петру Атлетіку             | 2:5            | АСЕК Мімозас          | 1:2      | 1:3      |
| Павер Дайнамос (Кітве)     | 2:2 (пен. 3:4) | Сімба (Дар-ес-Салам)  | 1:1      | 1:1      |
| НПА Енкерз                 | 1:8            | Голдфілдз             | 0:0      | 1:8      |
| Стад Мальєн                | 2:1            | Горойя                | 1:0      | 1:1      |
| Шауйя                      | т. п.          | Драгонс (Порто-Ново)  | —        | —        |

Примітки
1. ↑  «Драгонс» знявся з турніру.

### Другий раунд
| Команда 1        | Заг. | Команда 2            | 1-й матч | 2-й матч |
| ---------------- | ---- | -------------------- | -------- | -------- |
| Реал Банжул      | 0:6  | Мбілінга             | 0:2      | 0:4      |
| БСК Лайонз       | 1:2  | Орландо Пайретс      | 1:1      | 0:1      |
| АСЕК Мімозас     | 4:2  | Сімба (Дар-ес-Салам) | 2:1      | 2:1      |
| Голдфілдз        | 1:0  | Стад Мальєн          | 1:0      | 0:0      |
| Есперанс (Туніс) | 4:0  | Файр Бріджад         | 2:0      | 2:0      |
| Ісмаїліти        | 8:1  | Сен-П'єрруаз         | 5:0      | 3:1      |
| Дайнамоз         | 4:3  | Шауйя                | 1:1      | 3:2      |
| Експресс         | 3:1  | Айгле                | 3:0      | 0:1      |

Примітки
1. ↑  Матч був перерваний на 70 хвилині, коли гравці «Реал Банжул» покинули поле у знак протесту та були дискваліфіковані з африканських змагань на один рік.

## Плей-оф

### Чвертьфінал
| Команда 1        | Заг. | Команда 2       | 1-й матч | 2-й матч |
| ---------------- | ---- | --------------- | -------- | -------- |
| Голдфілдз        | 0:2  | АСЕК Мімозас    | 0:2      | 0:0      |
| Мбілінга         | 2:4  | Орландо Пайретс | 2:1      | 0:3      |
| Експресс         | 2:2  | Дайнамоз        | 0:1      | 2:1      |
| Есперанс (Туніс) | 0:1  | Ісмайлі         | 0:1      | 0:0      |

### Півфінал
| Команда 1       | Заг. | Команда 2    | 1-й матч | 2-й матч |
| --------------- | ---- | ------------ | -------- | -------- |
| Ісмайлі         | 2:5  | АСЕК Мімозас | 1:0      | 1:5      |
| Орландо Пайретс | 2:1  | Експресс     | 1:0      | 1:1      |

### Фінал
| 2 грудня 1995 |

| Орландо Пайретс     | 2:2      | АСЕК Мімозас |
| ------------------- | -------- | ------------ |
| Мхалеле 5' Лейн 42' | Протокол |              |

| ФНБ-Стедіум, Йоганнесбург |

| 16 грудня 1995 |

| АСЕК Мімозас |  | Орландо Пайретс |
| ------------ |  | --------------- |
|              |  | Джеррі Сіхосана |

| «Фелікс Уфуе-Буаньї», Абіджан |

| Чемпіон Кубка африканських чемпіонів 1995 [[Файл:Flag of South Africa.svg\|border\|border\|100px\|]] Орландо Пайретс (1-й титул) |